# 鲁慕迅
鲁慕迅（1928年12月—2025年5月8日），又名鲁立，男，汉族，河南汝州（一作河北临海）人，中国国画家、曾任中国美术家协会理事。